# Sainte-Féréole
Sainte-Féréole ist eine französische Gemeinde mit 2060 Einwohnern (Stand 1. Januar 2022) im Département Corrèze in der Region Nouvelle-Aquitaine. Die Gemeinde ist Mitglied des Gemeindeverbandes Communauté d’agglomération du Bassin de Brive.

## Geografie
Die Gemeinde liegt im Zentralmassiv, ungefähr 20 Kilometer südwestlich von Tulle, der Präfektur des Départements, und etwa 10 Kilometer nordwestlich von Brive-la-Gaillarde.

### Nachbargemeinden
Nachbargemeinden sind im Nordosten Saint-Germain-les-Vergnes, im Osten Saint-Hilaire-Peyroux, im Südosten Vernasal, im Süden Malemort-sur-Corrèze, im Südwesten Ussac, im Westen Donzenac und im Nordwesten Sadroc.

## Gemeindewappen
Wappenbeschreibung: In Silber drei rote Pfähle; im blauen Schildhaupt drei goldene fünfstrahlige Sterne balkenweis gestellt.

## Einwohnerentwicklung
| Jahr      | 1962 | 1968 | 1975 | 1982 | 1990 | 1999 | 2007 | 2016 |
| Einwohner | 1410 | 1302 | 1303 | 1449 | 1568 | 1604 | 1733 | 1893 |

## Persönlichkeiten
- Jacques Chirac (1932–2019), ehemaliger französischer Staatspräsident, wohnte mit seiner Familie in Sainte-Féréole.